# دوري كرة القدم السلوفيني الدرجة الثانية 1991–92
دوري كرة القدم السلوفيني الدرجة الثانية 1991–92 (بالإيطالية: Druga slovenska nogometna liga 1991-1992)‏ هو الموسم 1 من دوري كرة القدم السلوفيني الدرجة الثانية ‏. أشرف على تنظيمه اتحاد سلوفينيا لكرة القدم، وكان عدد الأندية المشاركة فيه 28، وفاز فيه NK Železničar Maribor ‏.